# Hipodâmia
Hipodâmia foi a filha do Rei Enomau, esposa de Pélope  e mãe de Atreu, Tiestes, Piteus, Alcatos[carece de fontes?] e Hippalcimus.

## História
Era filha de Enomau e Evarete; seu pai era filho de Marte e Asterope, filha de Atlas, e sua mãe era filha de Acrísio.
Ela era muito bonita, mas havia uma profecia segundo a qual Enomau seria morto pelo seu genro. Como havia muitos pretendentes, o próprio pai instituiu uma condição para obter a sua mão: vencê-lo numa corrida de carros em que o derrotado perderia a vida. Enomau — cujo cocheiro, Mírtilo, era filho do próprio Hermes — havia matado treze pretendentes de sua filha após vencê-los na corrida de quadrigas. Querendo casar-se com Hipodâmia, Pélops, filho de Tântalo, (segundo algumas versões a própria Hipodâmia)[carece de fontes?] convenceu Mírtilo a substituir os contrapinos de bronze das rodas da quadriga por réplicas de cera, prometendo-lhe metade do seu reino  e a primeira noite de Hipodâmia. Na corrida Enomau morreu, e Pélops, cobrado por Mírtilo, lançou-o de um precipício.
Enquanto caía, Mírtilo amaldiçoou a raça de Pêlops, maldição que alcançou seus filhos Atreu e Tiestes, os netos Agamemnon, Menelau e Egisto e o bisneto Orestes.
Segundo Higino, Hipodâmia tinha uma relação incestuosa com o pai.
Hipodâmia convenceu Atreu e Tiestes, seus filhos, a assassinarem Crísipo, filho de seu marido Pêlops  com a ninfa Axíoque. Segundo uma versão, Hipodâmia se suicidou quando Pélope a culpou pelo crime. Após o crime, foram ela e os dois filhos expulsos, onde foram acolhidos por Euristeu em Micenas e Midéia,[carece de fontes?] onde mais tarde Hipodâmia suicidou-se.